# José Fernando Dicenta
José Fernando Dicenta Sánchez (Madrid, 1929 - ibídem, 14 de enero de 1984) fue un actor, dramaturgo y poeta español.

## Biografía
Nieto de Joaquín Dicenta e hijo de su primogénito, Joaquín Dicenta (hijo), José Fernando continuó esa rama de esta distinguida familia en el mundo del espectáculo.
Como actor se consagró sobre todo al mundo de la radio, formando parte del plantel de actores de la Cadena SER. Probablemente, su papel más recordado fue el de Avelino en el serial La saga de los Porretas, que interpretó desde 1976 hasta el momento de su fallecimiento. Además, durante ese tiempo, dirigió el serial y era responsable del Gabinete de Estudios y Ciencias de la Comunicación de la emisora. En la radio, además, escribió los guiones de numerosas radionovelas, entre ellas Secuestro, candidata al Premio Italia 1980. 
En su faceta de dramaturgo debe destacarse su obra La jaula, estrenada en el Teatro María Guerrero de Madrid y por la que obtuvo el Premio Nacional de Teatro en 1972. Cultivó igualmente la poesía, que recopiló en las obras Compañero, el hombre (1968) y La pirámide invertida (1977). Otros libros publicados fueron Luis Bonafoux: La víbora de Asnieres, (1974) y La santa bohemia, (1976).
Murió a los 54 años de edad en Madrid, víctima de un ataque cardiaco. 